# Ambition Musik
Ambition Musik (tiếng Hàn: 앰비션뮤직) là hãng thu âm Hip-hop của Hàn Quốc được thành lập bởi rapper Dok2 và The Quiett vào ngày 29 tháng 9 năm 2016. Trụ sở chính ở Seoul, Hàn Quốc.

## Lịch sử
Ambition Musik à một hãng thu âm Hip-hop của Hàn Quốc được thành lập bởi rapper Dok2 và The Quiett vào ngày 29 tháng 9 năm 2016. Label được thành lập liên kết với Illionaire Records (hãng thu âm Hip-hop được thành lập bởi Dok2 và The Quiett, với ba thành viên chủ chốt là Dok2 - The Quiett - Beenzino). Sau khi label được thành lập, đã ký hợp đồng với các nghệ sĩ là Kim Hyo-eun, Changmo và Hash Swan. Trong một thời gian dài, không có nghệ sĩ mới gia nhập nên mọi người đều nghĩ sẽ duy trì chế độ ba người giống như Illionaire Records, nhưng vào ngày 12 tháng 11 năm 2018, ASH ISLAND đã gia nhập label khi phát hành single DEADSTAR cùng CHANGMO.
Ngày 11 tháng 6 năm 2019, producer Way Ched, người đã từng hợp tác với nhiều nghệ sĩ như Sik-K, Punchnello, Simon Dominic đã ký hợp đồng với label và trở thành producer đầu tiên của Ambition Musik cùng với full album đầu tay COMFY. Ngày 18/06/2019, Leellamarz gia nhập label và đồng thời phát hành full album MARZ 2 AMBITION. Ngày 18 tháng 7 năm 2019, rapper ZENE THE ZILLA gia nhập Ambition Musik.
Sau khi Beenzino rời Illionaire, ngày 6 tháng 7 năm 2020, Illionaire Records thông báo giải thể và Ambition Musik vẫn tiếp tục hoạt động với tư cách là một Label độc lập.
Ngày 25 tháng 11 năm 2020, The Quiett cùng với Yumdda thành lập Daytona Entertainment. Để tập trung cho Daytona Records, The Quiett giao lại vị trí đại diện cho thành viên ban đầu là Changmo. Tuy nhiên, The Quiett vẫn là đại diện tiêu biểu cho Ambition Musik. Cũng có khả năng duy trì hai vị trí đại diện, giống như đã từng là đại diện của cả Illionaire Records và Ambition Musik trước đây.
Ngày 13 tháng 10 năm 2021, rapper Don Malik gia nhập Ambition Musik.
Ngày 22 tháng 3 năm 2022, rapper PAUL BLANCO ký hợp đồng với Ambition Musik và phát hành EP PROMISED LAND.

## Người thành lập
Dok2 (Founder | CEO, 2016-2019)
The Quiett (Founder | CEO, 2016-nay)

## Nghệ sĩ

### Rapper
- Keem Hyo-eun
- Changmo
- Hash Swan
- ASH ISLAND
- Leellamarz
- ZENE THE ZILLA
- Don Malik
- PAUL BLANCO

### Producer
- Way Ched

## Danh sách đĩa nhạc

### Collaborations
| Collab                                                                                         | Bài hát | Album        | Ngày ra mắt | Ref    |
| ---------------------------------------------------------------------------------------------- | ------- | ------------ | ----------- | ------ |
| Dingo x Ambition Musik ( Changmo, Hash Swan, Ash Island, Keem Hyo-eun, Leellamarz, The Quiett) | "Beer"  |              | 2017        |        |
| AOMG x Ambition Musik                                                                          |         | Prison Break | 2020        | [ 11 ] |
| Changmo, Hash Swan, Keem Hyo-eun, Ash Island                                                   | BAND    |              | 2020        |        |

## Album
| Năm  | Tên Album             | Nghệ sĩ        |
| ---- | --------------------- | -------------- |
| 2016 | My Ambition           | Keem Hyo Eun   |
| 2016 | Time to Earn Money 3  | Changmo        |
| 2017 | Shangri-La            | Hash Swan      |
| 2017 | Gettin Money Moment   | Changmo        |
| 2018 | Alexandrite           | Hash Swan      |
| 2018 | Reached Moment (DNSG) | Changmo        |
| 2019 | ASH                   | Ash Island     |
| 2019 | Untitled              | Keem Hyo Eun   |
| 2019 | Boyhood               | Changmo        |
| 2019 | Peridot               | Hash Swan      |
| 2019 | Marz 2 Ambition       | Leellamarz     |
| 2019 | Comfy                 | Way Ched       |
| 2019 | Yamangkkun            | Zene The Zilla |
| 2020 | Drawing               | Hash Swan      |
| 2020 | Silence of the REM    | Hash Swan      |
| 2020 | Love-Hate             | Keem Hyo-eun   |
| 2020 | 2Months               | Way Ched       |
| 2020 | Flocc                 | Zene The Zilla |
| 2021 | Underground Rockstar  | Changmo        |
| 2021 | [L]                   | Leellamarz     |
| 2021 | ISLAND                | Ash Island     |
| 2021 | PAID IN SEOUL         | Don Malik      |
| 2021 | More Island           | Ash Island     |
| 2021 | Black & White Film    | Leellamarz     |
| 2021 | Dawn in Seoul         | Don Malik      |
| 2021 | VIOLINIST2            | Leellamarz     |
| 2022 | IT'S YOUR WAY         | Way Ched       |
| 2022 | PROMISED LAND         | PAUL BLANCO    |

### Singles
| Năm  | Tên bài                   | Nghệ sĩ                                                                                           | Đĩa đơn                   |
| ---- | ------------------------- | ------------------------------------------------------------------------------------------------- | ------------------------- |
| 2017 | La La La                  | Keem Hyo-eun                                                                                      |                           |
| 2017 | Ma$himaro                 | Hash Swan                                                                                         |                           |
| 2018 | What Time Is It Now?      | Hash Swan                                                                                         |                           |
| 2018 | World Is Mine             | Keem Hyo-eun                                                                                      |                           |
| 2018 | Boy                       | Changmo                                                                                           |                           |
| 2019 | Sudoku                    | Hash Swan                                                                                         |                           |
| 2019 | Nightmare                 | Ash Island                                                                                        |                           |
| 2019 | Paranoid Remix            | Ash Island (Feat. Changmo, Paul Blanco)                                                           |                           |
| 2019 | Her                       | Keem Hyo-eun                                                                                      |                           |
| 2019 | Nakotap                   | Zene The Zilla                                                                                    |                           |
| 2019 | No!                       | Leellamarz (Feat. Suran)                                                                          | No!                       |
| 2019 | Empty Head                | Ash Island                                                                                        | Empty Head                |
| 2019 | Finally (그걸로 좋아)     | Keem Hyo-eun                                                                                      |                           |
| 2020 | S+Fecluber (세잎클로버)   | Zene The Zilla                                                                                    | S+Fecluber (세잎클로버)   |
| 2020 | Why Do U Say              | Way Ched (Feat. MOON, ASH ISLAND)                                                                 |                           |
| 2020 | Countin My Guap           | Changmo                                                                                           |                           |
| 2020 | ITX                       | Zene The Zilla (Feat. CHANGMO)                                                                    |                           |
| 2020 | Swoosh Flow Remix         | Changmo (eat. 365Lit, Zene The Zilla, Chamane, Paul Blanco, Damndef, Keem Hyo-eun, Northfacegawd) |                           |
| 2020 | PSDR (평소대로)           | Zene The Zilla                                                                                    |                           |
| 2020 | Everything                | Way Ched (Feat. Changmo, Coogie, Ash Island, Bibi)                                                |                           |
| 2020 | GJD (광장동에서)          | Changmo                                                                                           | GJD (광장동에서)          |
| 2020 | D-Day (2016)              | Changmo                                                                                           | GJD (광장동에서)          |
| 2020 | Catch Me If You Can       | Leellamarz                                                                                        | Catch Me If You Can       |
| 2021 | Melody                    | Ash Island                                                                                        | Melody                    |
| 2021 | Riders                    | Way Ched                                                                                          | Riders                    |
| 2021 | When It Rains (비 내리면) | Leellamarz (Feat. Sogumm)                                                                         | When It Rains (비 내리면) |
| 2021 | Last Waltz (모래성)       | Leellamarz                                                                                        | Last Waltz (모래성)       |

## Giải thưởng và đề cử
| Năm  | Giải thưởng           | Hạng mục                  | Tên label/ Tác phẩm                                 | Kết quả   |
| ---- | --------------------- | ------------------------- | --------------------------------------------------- | --------- |
| 2020 | Korean Hip-hop Awards | Label of the Year         | Ambition Musik                                      | Đoạt giải |
| 2020 | Korean Hip-hop Awards | Collaboration of the Year | BAND (Changmo, Hash Swan, Keem Hyo-eun, Ash Island) | Đề cử     |
| 2020 | Korean Hip-hop Awards | Hip Hop Track of the Year | BAND (Changmo, Hash Swan, Keem Hyo-eun, Ash Island) | Đề cử     |
| 2021 | Korean Hip-hop Awards | Label of the Year         | Ambition Musik                                      | Đề cử     |

## Tours
- Illionaire Ambition US Tour 2017

| Ngày                      | Thành phố     | Đất nước | Địa điểm               |
| ------------------------- | ------------- | -------- | ---------------------- |
| Ngày 30 tháng 11 năm 2017 | San Francisco | Mỹ       | Regency Grand Ballroom |
| Ngày 2 tháng 12 năm 2017  | Los Angeles   | Mỹ       | The Belasco Theater    |
| Ngày 3 tháng 12 năm 2017  | Seattle       | Mỹ       | Neumos                 |
| Ngày 8 tháng 12 năm 2017  | Atlanta       | Mỹ       | Center Stage           |
| Ngày 10 tháng 12 năm 2017 | New York      | Mỹ       | Highline Ballroom      |